# 젠치쿠 도미타로
젠치쿠 도미타로(善竹富太郎, 본명: 시게야마 도미타로 茂山富太郎, 1979년 8월 10일 ~ 2020년 4월 30일)는 일본의 교겐시이다.
교겐시 집안에서 태어나 3살 때부터 중요무형문화재 보유자였던 할아버지 젠치쿠 게이고로와 아버지 젠치쿠 주로에게 교겐을 배웠다. 가쿠슈인 대학을 졸업했다.
코로나19 범유행 초기였던 2020년 4월 코로나19에 감염되어 합병증인 패혈증으로 사망했다.
동생 젠치쿠 다이지로는 교겐에서 연주하는 노가쿠시이다.